# 상견니 (영화)
상견니(중국어 정체자: 想見你, 병음: Xiǎngjiàn Nǐ 샹젠니[*], 영어: Someday or One Day)는 대만의 영화이다.

## 등장 인물

### 주연
- 커자옌(柯佳嬿,가가연) : 황위쉬안(黃雨萱) 역 / 천윈루(陳韻如) 역
- 쉬광한(許光漢,허광한) : 리쯔웨이(李子維) 역 (왕취안성(王詮勝))
- 스보위 : 모쥔제(莫俊傑) 역

### 조연
- 옌위린 : 세쭝루(謝宗儒) 역 / 셰즈치(謝芝齊) 역
- 린허쉬안 : 천쓰위안(陳思源) 역
- 옌이원 : 우잉찬(吳瑛嬋) 역
- 장한 : 우원레이(吳文磊) 역
- 궈원이 : 쿤부(昆布) 역
- 우즈칭 : 천차이위(陳財裕)/아차이 (阿財) 역
- 장광천 : 아투(阿脫) 역
- 린쯔산 : 샤오다이(小黛) 역